# Russell Rouse
Pour les articles homonymes, voir Rouse.
Russell Rouse est un scénariste, réalisateur et producteur américain né le 20 novembre 1913 à New York, New York (États-Unis), décédé le 2 octobre 1987 en Californie (États-Unis).

## Biographie
Il est le fils d'Edwin Russell, pionnier du cinéma américain. Son fils Christopher est monteur pour le cinéma et la télévision.
Rusell Rouse commence sa carrière en tant que scénariste chez Paramount.

## Filmographie

### Comme scénariste
- 1944 : Les Cuistots de Sa Majesté (Nothing But Trouble)
- 1944 : The Town Went Wild
- 1950 : Mort à l'arrivée (D.O.A.)
- 1951 : Le Puits (The Well)
- 1952 : L'Espion (The Thief)
- 1953 : Wicked Woman
- 1955 : New York confidentiel (New York Confidential)
- 1956 : La première balle tue (The Fastest Gun Alive)
- 1957 : La Cage aux hommes (House of Numbers)
- 1959 : Caravane vers le soleil (Thunder in the Sun)
- 1964 : La Maison de madame Adler (A House Is Not a Home)
- 1966 : La Statue en or massif (The Oscar)
- 1969 : Color Me Dead

### Comme réalisateur
- 1951 : Le Puits (The Well)
- 1952 : L'Espion (The Thief)
- 1953 : Wicked Woman (en)
- 1955 : New York confidentiel (New York Confidential)
- 1956 : La première balle tue (The Fastest Gun Alive)
- 1957 : La Cage aux hommes (House of Numbers)
- 1959 : Caravane vers le soleil (Thunder in the Sun)
- 1964 : La Maison de madame Adler (A House Is Not a Home)
- 1966 : La Statue en or massif (The Oscar)
- 1967 : Gros coup à Pampelune (The Caper of the Golden Bulls)

### Comme producteur
- 1944 : The Town Went Wild
- 1956 : Unidentified Flying Objects: The True Story of Flying Saucers
- 1959 : Tightrope (série TV)